# CLADEM
El Comité de Latinoamérica y el Caribe para la Defensa de los Derechos de la Mujer (CLADEM), es una red de ONG internacional de organizaciones y activistas de mujeres. Fue fundada el 3 de julio de 1987 en San José, Costa Rica. 

## Historia
Se fundó tras las discusiones desarrolladas en 1985 en la 3.ª Conferencia Mundial en Mujeres de las Naciones Unidas en Nairobi donde las personas asistentes destacaron la necesidad de desarrollar estrategias regionales para el impulso y la promoción de América Latina y el Caribe. Desde 1995, ocupa el puesto de Consultor de Categoría II en las Naciones Unidas, y desde 2002, ha participado en asuntos de la Organización de los Estados Americanos.
Entre sus objetivos figura la defensa y exigencia de los derechos humanos de las mujeres en la región desde una visión feminista. Desde esta perspectiva, promueve la justicia social y los derechos económicos, sociales y culturales de las mujeres y sus derechos sexuales y reproductivos.
Entre los años 2007 y 2009, organizó tres talleres en Lima, Asunción y San Salvador en los que participaron mujeres provenientes de distintos países de América Latina, de los cuales surge el documento.
En 2009, la Universidad de Alcalá y el Defensor del Pueblo le otorgaron el Premio de Derechos Humanos Rey de España por su labor en favor de la exigibilidad del principio de la igualdad de género y la erradicación de la violencia contra la mujer en la región.